# اندیس کوه دندانه
کوه دندانه یک اندیس فلزی است که در حوالی شهر مهدی آباد استان یزد قرار دارد و مادهٔ معدنی موجود در آن، سرب و روی است.  